# 里奥-杜普拉杜
里奥－杜普拉杜是巴西米纳斯吉拉斯州的一个市镇。总面积479.424平方公里，总人口4489人，人口密度9.4人/平方公里。